# فريدريك الثاني، كونت فودمونت
فردريك (فيري) الثاني، كونت فودمونت (بالفرنسية: Ferry II de Lorraine)‏ (حوالي. 1428 - 31 أغسطس 1470) المعروف أيضا بـ فريدريك الثاني من لورين، كان كونت فودمونت ولورد جوينفيل من 1458 حتى 1470 هو ابن أنتوني من لورين، كونت فودمونت ولورد جوينفيل وماري من هاركورت، كونتيسة أومال وبارونة إلبيوف، هو في بعض الأحيان مع الترقيم يعرف بـ فريدريك الخامس باستمرار مع دوقات لورين.
في 1455 تزوج من ابنة عمته يولاند من أنجو (1483-1428) ابنة رينيه دي أنجو (ملك نابولي، دوق أنجو، وبار ولورين، كونت بروفنس) وإيزابيلا دوقة لورين؛ هذا الزواج وضع حداً لخلاف بين الآباء حول خلافة دوقية لورين؛ وأنجبت له ستة أطفال:-
1. بيير دي لورين، توفي في 1451
2. رينيه الثاني دوق لورين (1451 - 1508)، تزوج من فيليبا من خيلدرز، ينحدر من نسلهما ماري، ملكة الإسكتلنديين.
3. نيكولاس دي لورين، لورد جونفيل وبوفريمونت، توفي في 1476.
4. جين دي لورين (1458 - 25 يناير 1480)، تزوجت في 1474 من أبنه خالها الثاني شارل الرابع دوق أنجو[3]؛ ليس لديهم أطفال.
5. يولاند دي لورين، توفيت في عام 1500؛ تزوجت من فيلهلم الثاني، لاندغراف هسن؛ ليس لديه أطفال.
6. المباركة مارغريت (1463-1521)، تزوجت من رينيه، دوق ألونسون (1454-1492)، ينحدر من نسلهما الملك هنري الرابع من فرنسا.

وفي عام 1453 قام والده بتكريمه بقيادة القوات التي أرسلها إلى دوفين لويس لمساعدته على محاربة دوق سافوي.
في عام 1456 عهد رينيه إليه حكومة دوقية بار، وفي عام 1459 منحه اللقب الفخري جنرال عام لصقلية.